# Georg Elser
Johann Georg Elser (Hermaringen, 4 de Janeiro de 1903 - Dachau, 9 de Abril de 1945) foi um alemão opositor do Nazismo. Ele é mais conhecido pela sua tentativa frustrada de assassinar Adolf Hitler.

## Vida
Elser nasceu em Hermaringen, Württemberg. Seus pais, Ludwig Elser e Maria Müller, casaram-se um ano antes do seu nascimento. Ele frequentou a escola em Königsbronn entre 1910 e 1917, onde demonstrou possuir habilidade manual e para desenhos.
Seu pai era um agricultor e vendedor de madeira que esperava que o filho lhe sucedesse nos negócios, mas Georg, que tinha ajudado os pais no trabalho, decidiu seguir os seus próprios interesses. Começou o aprendizado para ser um operador metalúrgico numa indústria de fundição, mas, após dois anos, teve de desistir por problemas de saúde. Georg começou então outro aprendizado, agora como carpinteiro, que terminou em 1922. Em seguida, trabalhou em várias carpintarias em Königsbronn, Aalen e Heidenheim. Entre 1925 e 1929, trabalhou numa fábrica de relógios em Konstanz, onde adquiriu conhecimentos para a construção de uma bomba-relógio, que ele mais tarde utilizou para a tentativa de assassinato de Hitler. Em 1929 voltou a trabalhar como carpinteiro, agora na Suíça, onde ficou até 1932.
Após regressar para Königsbronn, trabalhou com os seus pais. Em 1936, Georg trabalhou numa fábrica em Heidenheim, período durante o qual tomou conhecimento do programa de rearmamento nazista.
Elser era uma pessoa quieta contudo sociável, que frequentava diferentes clubes da sociedade. Ele aprendeu a tocar cítara e contrabaixo e participava num coro local.
Em 1930, a sua namorada, Mathilde Niedermann, deu à luz Manfred. A sua gravidez não foi planejada e este acontecimento marcou uma nova fase para Elser. Entretanto, diferentemente dos seus pais, ele não casou-se com Mathilde e separou-se dela pouco tempo depois. Porém foi obrigado a ajudar com as despesas da criança, fazendo isso com algum ressentimento e não de forma contínua.

## Pensamento político
O seu pensamento político foi pela primeira vez manifestado durante os seus anos como aprendiz. Ele filiou-se como membro da federação dos trabalhadores de madeira, pois acreditava que o grupo deveria fazer uma união, e deu esta explicação para a sua filiação. Em 1928, um colega persuadiu-o a juntar-se à Frente Vermelha de Lutadores (Rotfrontkämpferbund), uma organização militante afiliada ao partido comunista. Elser não dedicou muito tempo a esta filiação. Embora ele não fosse um comunista convicto, votou no Partido Comunista da Alemanha até 1933, por considerar o partido como o melhor defensor dos interesses dos trabalhadores.
Ele foi um opositor do Nazismo desde o surgimento do regime, e, após 1933, recusou-se fazer a saudação a Hitler ou a ouvir os discursos de Hitler transmitidos pelas rádios.
A sua oposição foi inicialmente motivada pela sua preocupação sobre as condições de trabalho e diminuição do salário dos trabalhadores. A sua visão sobre a política foi fortemente influenciada pelas suas associações políticas.

## A tentativa de assassinato
No outono de 1938, a Europa estava à beira da guerra por causa do Acordo de Munique. Após a experiência da Primeira Guerra Mundial, os alemães estavam apreensivos sobre outra guerra e Elser partilhava essa ansiedade. Embora a guerra fosse evitada até o último minuto, Elser estava desconfiado das proclamações de paz de Hitler e considerou a remoção do líder através de um assassinato. Sua ação foi individual, sem ligações com os grupos da resistência alemã. Pensando em como implementar o seu plano, Elser viajou até Munique em 8 de Novembro de 1938 para assistir ao discurso anual de Hitler no aniversário da Putsch da Cervejaria. Ele analisou a fraca segurança do evento como uma oportunidade favorável, mas também testemunhou os atos de violência contra os judeus durante a Noite dos cristais. Esta experiência convenceu Elser que um líder capaz de incitar tal violência poderia levar a Alemanha a uma guerra maior e apenas a morte de Hitler poderia impedir que isso acontecesse.
Elser escolheu o próximo aniversário da Putsch da Cervejaria, quando Hitler retornaria a Munique, e decidiu assassiná-lo com uma bomba durante o discurso. Após construir a bomba, Elser viajou novamente para Munique. Seu plano era permanecer dentro do Bürgerbräukeller após o encerramento todas as noites por um mês. Durante o tempo que estava infiltrado, ele escavou um buraco por trás do pilar do palanque e colocou a bomba dentro.
Enquanto ele fazia essas preparações, a Segunda Guerra Mundial foi iniciada em 1 de Setembro de 1939, provando que as suas expectativas estavam corretas. Entretanto, concentrou-se no seu plano assim que recebeu a notícia. O início da guerra acabou por atrapalhar os planos de Elser, pois Hitler decidiu cancelar o seu discurso exactamente por causa da guerra, mas acabou por mudar de ideias e comparecer à comemoração, com a condição que ele pudesse voltar para Berlin na mesma noite. Dado que a neblina impedia o voo de aviões para Berlin, Hitler decidiu voltar de comboio, o que significava que ele iria terminar o seu discurso mais cedo do que o esperado. No dia 8 de Novembro de 1939, uma bomba explodiu às 21h20min, exactamente como Elser tinha planeado, mas Hitler já havia saído da sala treze minutos antes. Oito pessoas morreram e sessenta e nove ficaram gravemente feridas. O plano de Elser falhou.

## Prisão
Elser foi preso 35 minutos antes da bomba explodir por policiais fronteiriços em Konstanz quando ele tentava atravessar a fronteira com a Suíça. Inicialmente os policiais não suspeitaram do seu envolvimento com a tentativa de assassinato, mas eles encontraram cartões postais de Bürgerbräukeller no casaco de Elser. Elser foi então transferido para Munique onde foi interrogado pela Gestapo. Ele permaneceu em silêncio e negou qualquer envolvimento na explosão, mas a sua cumplicidade com o acontecido ficava cada vez mais clara. O que acabou por apontá-lo como autor da bomba foram as marcas nos joelhos devido às escavações no pilar onde escondeu a bomba. Mais tarde, testemunhas confirmaram que Elser esteve frequentemente presente no Bürgerbräukeller, fazendo com que ele confessasse.

## Morte
Em Abril de 1945 a derrota alemã era iminente e os Aliados estavam cada vez mais próximos de Dachau. Hitler ordenou que o "prisioneiro de segurança especial Eller", como era conhecido Elser em Dachau, fosse executado. O Comandante da Gestapo, SS-Gruppenführer Heinrich Müller, entregou a ordem de execução ao Comandante do Campo de Concentração de Dachau, Obersturmbannführer Eduard Weiter.
A seguinte ordem chegou:
Num dos ataques terroristas na área de Munique de Dachau, "Eller" morreu acidentalmente. Eu peço que liquide "Eller" sem atrair atenções após tal situação. Tome também especial cuidado para que apenas pessoas especiais venham a tomar conhecimento disto. A mensagem para mim será então algo como...
Em... causado por um ataque terrorista aéreo em... o prisioneiro "Eller" foi fatalmente ferido
Elser foi assassinado com um tiro em 9 de Abril de 1945, no Campo de Concentração de Dachau, apenas algumas semanas antes do fim da guerra. Uma placa foi colocada em Königsbronn em sua memória.

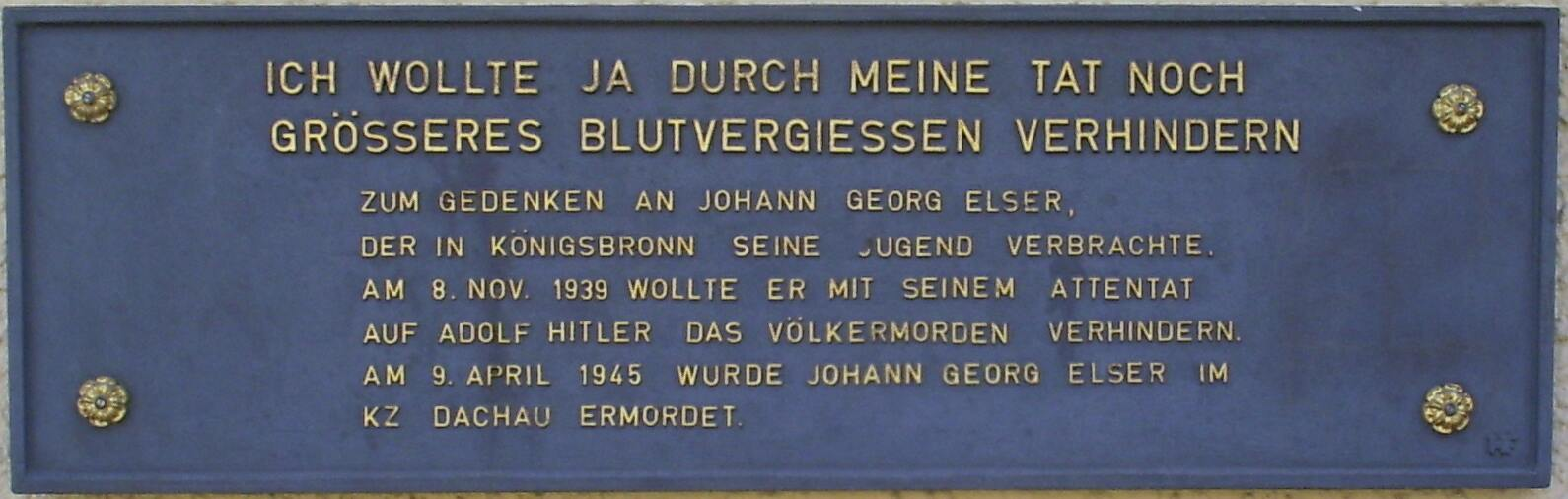
"Eu quis pela minha acção prevenir uma matança maior"Em memória de Johann Georg Elser, que passou a sua juventude em Königsbronn. Em 8 de Novembro de 1939, ele quis impedir o genocídio com uma tentativa de assassinar Hitler. Em 9 de Abril de 1945, Johann Georg Elser foi assassinado no Campo de Concentração de Dachau. O seu nome foi dado a um pequeno quarteirão em Maxvorstadt, na cidade de Munique. Também em Munique, uma sala de concertos foi baptizada de 'Georg Elser Halle'.